# Helgå, Salo

Helgå är en medeltida kungsgård och ett kungsgårdslän i Bjärnå (nu Salo, på finska: Perniö, Salo) i sydöstra Egentliga Finland. 

## Kronans projekt
Under andra hälften av 1200-talet och första hälften av 1300-talet pågick en svensk kolonisationsverksamhet, som åtminstone delvis organiserades av kronan. Den var möjlig genom att det fanns ett befolkningsöverskott i Mälardalen och syftet med den var att utöka kronans inflytande i Finland, Estland, Småland samt västra och norra Sverige. Vid båtlederna in till Halikkoviken fanns två stora kungsgårdslän, i väster Runagårdslän i Sagu och i öster Kungsgårdslän eller Helgå i Bjärnå. Vardera har lytt under kronan och anlades mellan den äldre bosättningen och vattenlederna vid kusten. Det är tydligt att avsikten med att anlägga dessa kungsgårdar var ekonomisk, dvs. att skapa uppsamlingsplatser för livsmedel och andra förnödenheter invid transportlederna och i Bjärnå därtill intill Stora strandvägen mellan Åbo och Viborg. Namnet Helgå har använts för att beteckna bosättningsgränser och så var fallet i Bjärnå, själva ån har senare bytt namn till Kisko å. Helgådalen med kringliggande bygder koloniserades med svenska bönder och mitt i området, så högt från havet som man kunde segla längs ån, anlades en kungsgård som fick namnet Helgå. Åtgärden var också ett led i uppbyggandet av kronoförvaltningen i området men förlorade denna betydelse efter färdigställandet av Åbo slott i mitten av 1300-talet. 

## Pantförläningen
Kung Magnus Eriksson vistades i de finska skären sommaren 1347 och utfärdade då ett brev i vilket han befriade bönderna i Helgå från orättfärdiga skatter som fogdarna krävde ut. Han bekräftade också att de skatter som bönderna hade kommit överens om med Harald Älg fortfarande gällde. Harald Torstensson Älg var en av de första kända ståthållarna i Finland och hade funktionen säkrast mellan åren 1306 och 1308 då Finland lydde under kung Birger Magnusson. Det är inte uteslutet att Helgå pantsattes för att finansiera kung Magnus krig 1348 och 1350 mot Republiken Novgorod och att bönderna därför oroade sig för vad den nya innehavaren kunde göra. Under åren 1344–1350 pantsattes av denna orsak kungsgården Runagård i grannsocknen liksom många andra av rikets kungsgårdar. En sannolik pantinnehavare Bengt Åkesson och hans hustru Elisif måste år 1353 överlåta Helgå till kronan som ersättning för böter han hade dömts till för att bland annat ha låtit bli att leverera varor till kungens trupper i Narva. Redan följande år överlät kungen Helgå till en av sina förtrogna, tysken Hennikin Styke. Senast år 1365 sålde Hennikin pantinnehavet av Helgå till Hartvig Flegh, som det året fick sitt innehav av Helgå bekräftat av den nye kungen Albrekt av Mecklenburg. Albrekt belägrade då Åbo slott och inte mindre än fyra av de nitton brev som han skrev under den långa belägringen gällde Helgå. De övriga tre breven gällde att bönderna i Helgå vägrade att betala kostnaderna för tiondets uppbärande, vilket kungen under hot om straff uppmanade dem att göra. Bönderna var under en tid bannlysta för detta, som liksom 1347 egentligen handlade om böndernas i Kungsgårdslänets status som kronans bönder eller landbönder. Möjligen var det åter bytet av pantinnehavare som oroade dem. Ännu år 1386 nämns Hartvig Flegh till Helgå såsom en av de främsta i landskapets frälse men efter honom innehades pantlänet av ”gamle” Gödeke Fincke och hans arvingar.

## Klostrets egendom
År 1438 beslöt riksrådet att grunda ett birgittinerkloster i Finland. För klostrets försörjning anvisade rådet Stenberga kungsgård i Masku socken. Tidigt väcktes dock tanken att Stenberga inte var den bästa platsen för klostret och därför började kronan lösa ut Gödeke Finckes arvingars panträttigheter till Helgå kungsgård. Gödeke Henriksson Fincke, dotterson till den gamle Gödeke, och Henrik Spinck fick redan 1440 och 1442, sina panter inlösta och 1445 fick en annan dotterson, Per Nilsson till Laukko i Bjärnå, sin andel av panten. Klosterbygget i Stenberga hade inletts 1440 men sommaren 1441 utverkade klostrets företrädare att de fick rätt att i stället bygga klostret på Helgå, där de erhöll landbönder, rätt att anlägga en köpstad, beskattningsrätt över Kungsgårdslänets bönder och patronatsrätten till Bjärnå församling. Kung Kristofer av Bayern stadfäste arrangemanget på hösten samma år. Ingenting tyder dock på att man skulle ha inlett ett klosterbygge i Bjärnå och på vårvintern 1442 började klostret köpa upp gods i socknarna norr om Åbo. Också de gods norr om Åbo som hade donerats till det tilltänkta S:ta Annas kloster i Åbo gavs på våren till birgittinerna. I maj 1442 fick klostret till slut godset Ailos i Reso socken, som blev den plats där Nådendals kloster sedan byggdes. Då kungen år 1443 gav sitt bifall till detta, överfördes också tillståndet att anlägga en köpstad till den nya klosterplatsen. Redan år 1447 vägrade landbönderna under Helgå att betala mer än två tredjedelar av sin avrad till klostret eftersom de ansåg sig vara kronobönder med en lägre avradsskyldighet. Genom kungsdom tvingades de dock att betala det vad klostret krävde. 

## Eftermälet
Efter Gustav Vasas trontillträde började kronan dra in kyrklig egendom till kronan. År 1526 indrogs från klostret den så sent som 1504 bekräftade patronatsrätten till Bjärnå församling. Efter att riksdagen i Västerås 1527 hade bestämt att överflödiga kyrkogods skulle dras in till kronan, anhöll abbedissan i Nådendal om att klostret för sin försörjning skulle få behålla de äldsta och viktigaste donationerna Stenberga och Helgå. Kungen beviljade detta 1530 men efter 1545 nämner skattelängderna inte längre att Helgå låg under klostret. En förteckning över Nådendals klosters gods från år 1556 upptar inte Helgå, som tydligen senast då var indraget till kronan. På sommaren 1556 inleddes det s.k. avelsgårdsprojektet, som i Finland skulle förverkligas av hertig Johan. I praktiken förverkligades projektet enbart i Finland och blev kortvarigt. Den nya kungsgården i Bjärnå, Näse, förlades närmare kusten på näset som bildas av sammanflödet av Bjärnå och Kisko åar och invid Stora strandvägens korsning med Bjärnå å. Minnet av den gamla, försvunna kungsgården levde dock kvar och gav upphov till namnet på torpet Gammelgård. År 1995 gjordes en arkeologisk utgrävning på ett åkerstycke i Gammelgård mellan Kuustovägen och Kisko å. Man fann en stenläggning, som var fundamentet till en ugn, och rester av ett hus byggt i trä. Fyndet har tolkats som ett bostadshus, fönsterglas hittades dock inte. Lösfynden på området härstammar från 1300- och 1400-talet och är till stor del importvaror från östersjöområdet och nordvästra Europa. De representerar en högreståndskultur. Det råder ingen tvekan om att det är fråga om resterna av den medeltida kungsgården.